# زکریا انصاری
شیخ زکریا انصاری (۱۲۷۹ ه‍. ق- رجب ۱۳۳۱ ق) ملقب به نصیرالاسلام از مجتهدان شیعه دوازده امامی از رهبران مشروطه ایران بود.

## نسب
زکریا فرزند حاج شیخ عبدالرحمان انصاری (زاهد) است که نسب آن‌ها به جابر بن عبدالله انصاری (صحابی پیامبر) می‌رسد. سلطان الواعظین در کتاب معروف خود شبهای پیشاور می‌نویسد:
این عده از طایفه جابر ابن عبدالله انصاری می‌باشند.

## سال‌های اول زندگی
وی تحصیلات مقدماتی خود را در زادگاهش نوایگان گذراند. همزمان با هجرت سیّد عبدالحسین لاری به لارستان، وی نیز به آنجا رفت ۱۳۱۳ ه‍.ق و به فراگیری علوم اسلامی و حوزوی پرداخت. با به توپ بسته شدن مجلس وی به فرمان سیّد لاری، یک یگان نظامی مجهّز برای حکومت اسلامی لارستان ترتیب داد و فرماندهی تفنگداران و چریک‌های سیّد را به عهده گرفت.
به‌نوشته رکن‌زاده آدمیت:
در شهرستان‌های داراب و فسا و لار و نی‌ریز و شهر بابک و سیرجان و شیراز و سبعه جات و بندرعباس علیه مستبدین قیام مسلحانه کرد و به نشر افکار آزادیخواهی و استحکام مبانی مشروطه ایران کوشید و در رکاب مجتهد لاری جهاد کرد. مساعی وی چنان ارجمند بود که آخوند خراسانی یک حلقه انگشتری فیروزه و اجازه مجاهده در راه آزادی برای او فرستاده و او را در اجازه‌نامه نصیرالاسلام خواند.

## اساتید
وی از شاگردان مراجع ثلاث و همچنین در حلقه یاران عبدالحسین لاری بود.

## درگذشت
در جریان گزارش‌های محرمانه وزارت خارجه بریتانیا از شیخ زکریا انصاری نام برده شده‌است. (کتاب آبی) در سال ۱۳۳۱ق. قوام‌الملک شیرازی به تحریک انگلیسی‌ها و با همکاری بهائیان وی را به قتل رساند.